# Adukiboon
De adukiboon (Vigna angularis) (van jap. 小豆 (あずき), "Azuki") of azukiboon is een cultuurplant die behoort tot de vlinderbloemenfamilie.
De adukibonen worden al duizenden jaren in Japan, China en Korea geteeld en komen nu in Zuidoost-Azië voor. De adukibonen groeien het beste in de subtropen.

## Beschrijving
De plant wordt 30-90 cm hoog. De peulen zijn ongeveer 10 cm lang. De enigszins ovale bonen zijn donkerrood, maar vaak ook geel of bruin.

## Gebruik

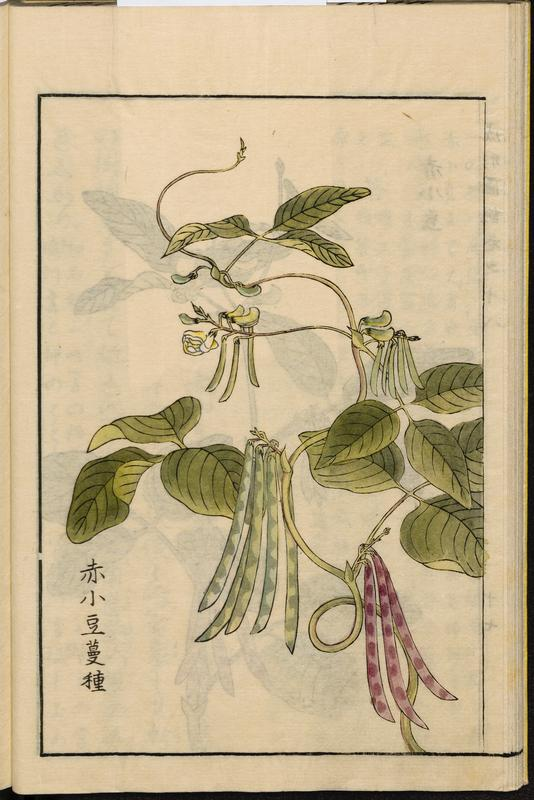
Aduki-boon, illustratie uit de Japanse Seikei Zusetsu landbouw-encyclopedie (1804)

Zowel de jonge peulen als de bonen zijn eetbaar. Ook de jonge spruiten van de gekiemde bonen worden onder de naam "aduki" verkocht.  
In de Oost-Aziatische keuken wordt de adukiboon vaak gezoet bereid. Het is het hoofdingrediënt van het bekende anko (餡子), een zoete rodebonenpasta. Dit wordt geproduceerd door de bonen in te koken met suiker en vervolgens te prakken tot een rodebonenpasta. Anko is een veelgebruikt ingrediënt in de Japanse, Koreaanse en Chinese keuken. Het is ook gebruikelijk om smaakstoffen aan de bonenpasta toe te voegen, zoals kastanje. In de Oost-Aziatische keuken wordt anko als vulling of topping voor verschillende soorten wafels, gebak, gebakken broodjes of koekjes. De rode bonenpasta wordt gebruikt in veel Chinese gerechten, zoals tangyuan, zongzi, mooncakes en baozi. Ook is anko een populaire vulling in wagashi (Japanse zoetigheden), zoals anpan, dorayaki, imagawayaki, manjū, anmitsu, taiyaki en daifuku. Een meer vloeibare vorm van anko is de bonensoep met de naam oshiruko of zenzai. Anko kan ook verder worden verwerkt tot "yōkan".  
Traditioneel wordt in Japan rijst met adukibonen (赤飯; sekihan) bereid voor gunstige gelegenheden. Adukibonen worden ook gebruikt in de bereiding van amanattō en in ijs gemaakt uit de hele boon of uit de anko-pasta.

## Trivia
- In 2022 is één van de grootste NFT-collecties gelanceerd onder de naam Azuki.[1][2]